# Bùi Thị Nhung
Bùi Thị Nhung (Vīnh Bảo, 21 januari 1983) is een Vietnamese hoogspringster.

## Loopbaan
Bùi vertegenwoordigde Vietnam tijdens de Olympische Spelen van 2004 in Athene. In groep A van het hoogspringen behaalde ze een hoogte van 1,80 m, waarmee ze als zestiende in haar groep eindigde en 33e in het algemeen. Dit was niet genoeg om door te gaan naar de finale.
Bùi Thị Nhung won in 2003 de gouden medaille bij de Aziatische kampioenschappen. Haar winnende sprong was toen 1,88.

## Persoonlijke records
Outdoor
| Onderdeel    | Prestatie   | Datum        | Plaats  |
| ------------ | ----------- | ------------ | ------- |
| hoogspringen | 1,94 m (NR) | 18 juni 2005 | Bangkok |

Indoor
| Onderdeel    | Prestatie | Datum            | Plaats |
| ------------ | --------- | ---------------- | ------ |
| hoogspringen | 1,90 m NR | 11 februari 2007 | Macau  |